# Saillac (Lot)
Saillac ist eine französische Gemeinde mit 148 Einwohnern (Stand 1. Januar 2022) im Département Lot in der Region Okzitanien. Sie gehört zum Kanton Marches du Sud-Quercy und zum Arrondissement Cahors.
Nachbargemeinden sind Varaire im Norden, Beauregard im Osten, Saint-Projet im Süden und Bach im Westen.

## Bevölkerungsentwicklung
| Jahr      | 1962 | 1968 | 1975 | 1982 | 1990 | 1999 | 2008 | 2018 |
| --------- | ---- | ---- | ---- | ---- | ---- | ---- | ---- | ---- |
| Einwohner | 162  | 135  | 118  | 109  | 114  | 118  | 140  | 156  |

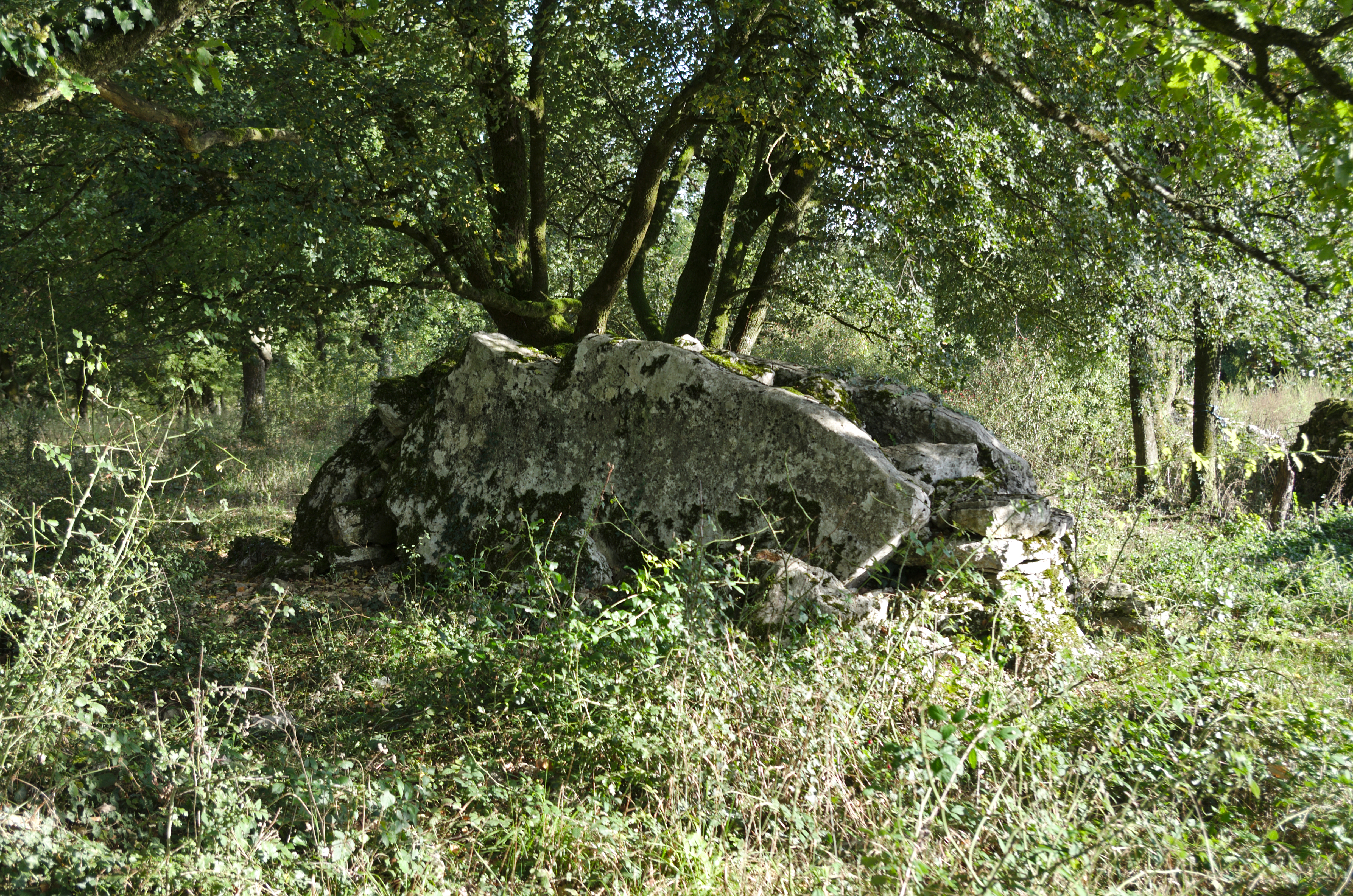
Dolmen de Crouzeilles, seit 1959 ein Monument historique
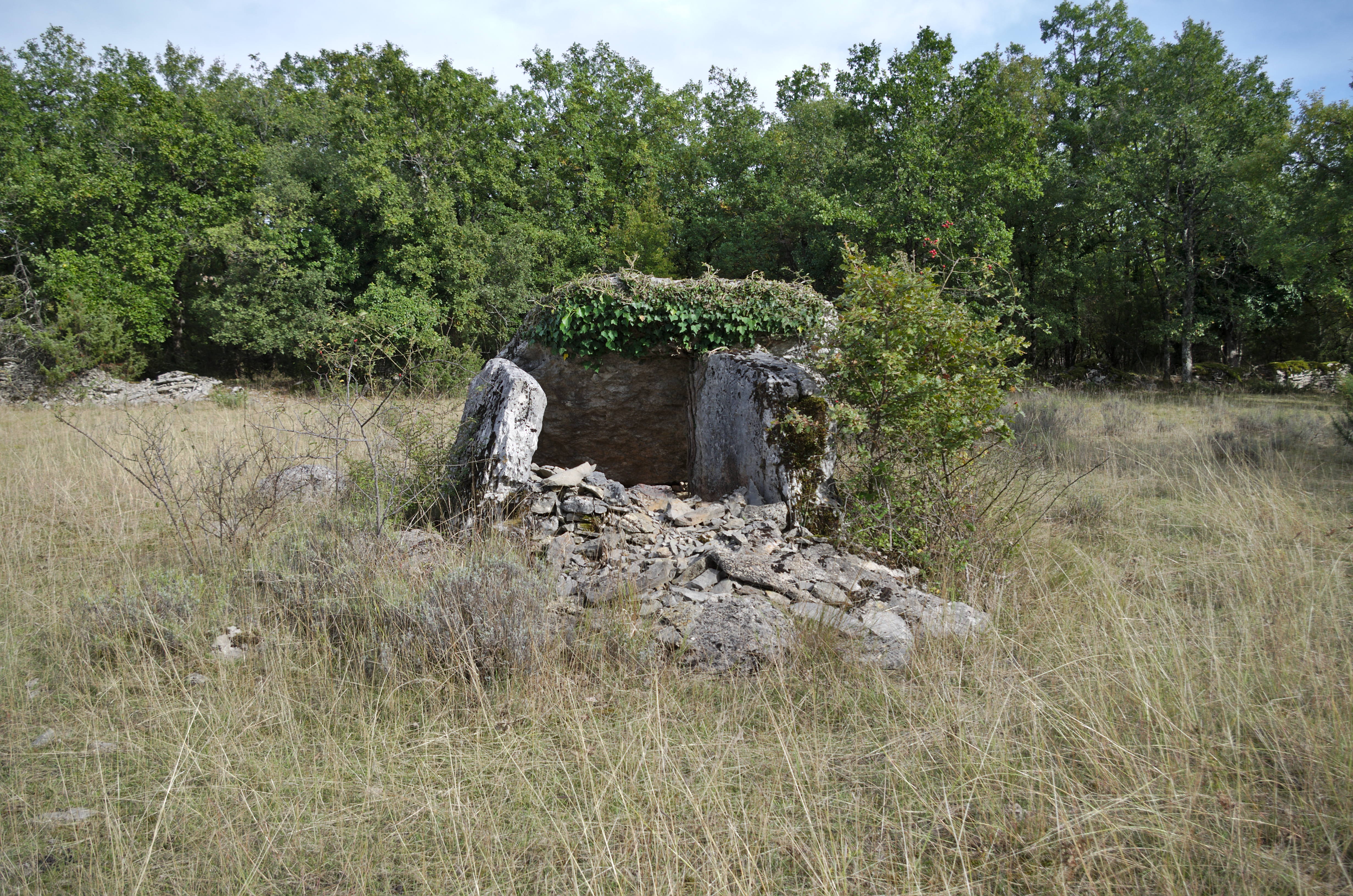
Dolmen von Dirau, seit 1959 Monuments historiques
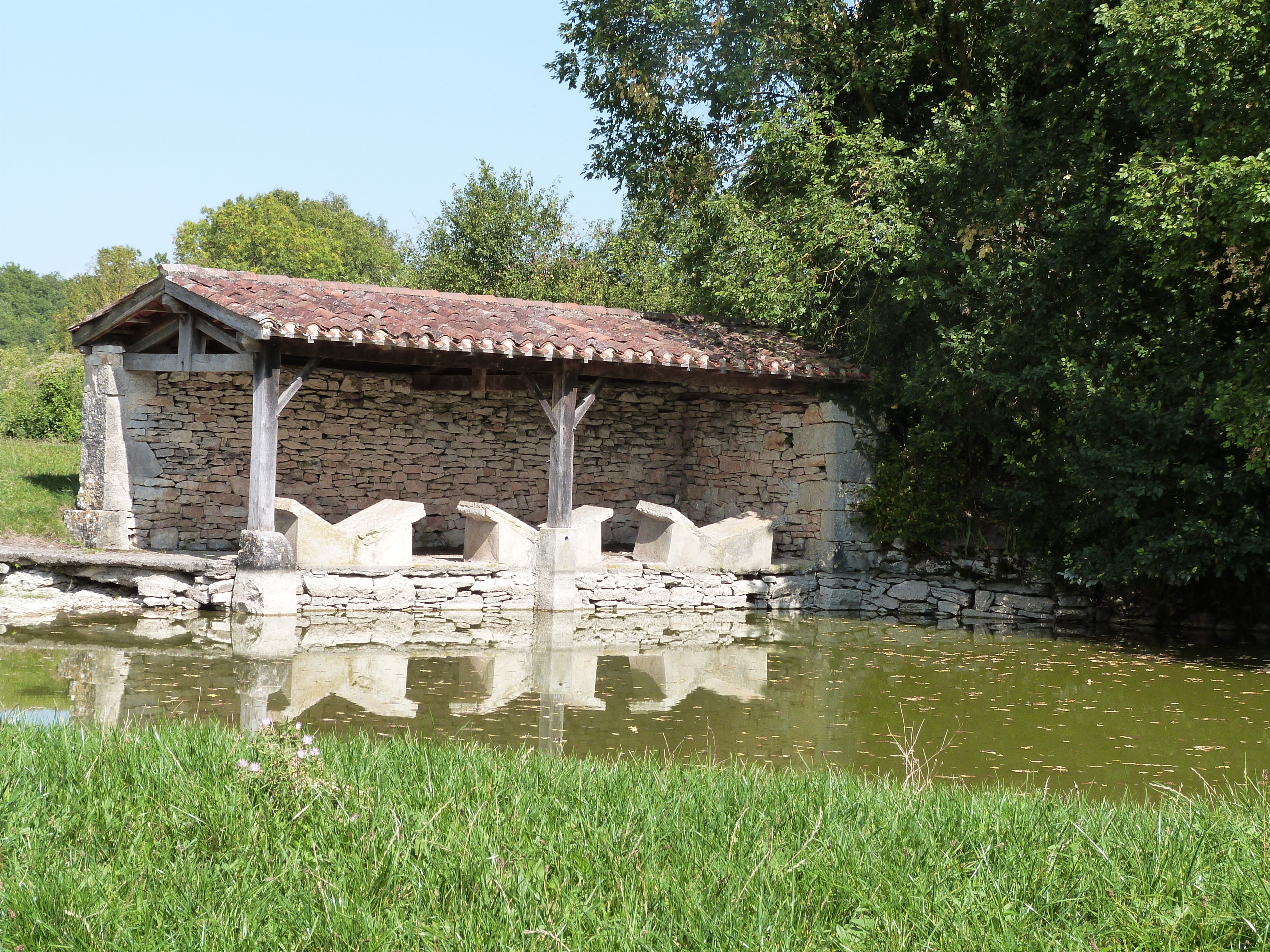
Lavoir